# 早川明子
早川 明子（はやかわ あきこ、生年不明）は、日本の元女子サッカー選手。元サッカー日本女子代表。現役時代のポジションはミッドフィールダー。

## 来歴
読売ベレーザでプレー。1990年の第2回日本女子サッカーリーグでは、ベストイレブンにも選出された。サッカー日本女子代表では、1987年8月4日、チャイニーズタイペイ代表との試合でデビューした。その後、1988年6月の中国遠征でも代表に選出され、スウェーデン戦に出場した。日本代表での出場はこの2試合に出場だった。

## 代表歴
- 1987年8月4日 - A代表初出場 - チャイニーズタイペイ戦

### 試合数
- 国際Aマッチ 2試合（1987-1988）

| 日本代表 | 国際Aマッチ | 国際Aマッチ |
| 年       | 出場        | 得点        |
| -------- | ----------- | ----------- |
| 1987     | 1           | 0           |
| 1988     | 1           | 0           |
| 通算     | 2           | 0           |

### 出場
| # | 開催日         | 開催地 | 会場 | 相手                 | 結果 | 監督     | 大会         |
| - | -------------- | ------ | ---- | -------------------- | ---- | -------- | ------------ |
| 1 | 1987年08月04日 | 台北   |      | チャイニーズタイペイ | ●1-3 | 鈴木良平 | 国際親善試合 |
| 2 | 1988年06月05日 | 広州   |      | スウェーデン         | ●0-3 | 鈴木良平 | 広州国際大会 |

## 獲得タイトル
1990年・日本女子サッカーリーグ・ベストイレブン